# Duane Vermeulen
Daniel Johannes „Duane“ Vermeulen (* 3. července 1986 Mbombela) je bývalý jihoafrický ragbista, který hrál nejvíce jako vazač. V roce 2014 byl mezi nominovanými na cenu pro nejlepšího hráče světa.
S jihoafrickou reprezentací se stal na MS 2019 a MS 2023 mistrem světa. Ve svém prvním finále na MS byl vyhlášen hráčem utkání a v roce 2023 se stal nejstarším hráčem, co si zahrál finále světového šampionátu. Také vyhrál v roce 2019 Rugby Championship a má třetí místo z MS 2015.
V roce 2007 vyhrál s klubem Free State Cheetahs jihoafrickou ligu, o 5 let později s klubem Western Province a v roce 2020 to zvládl s Blue Bulls. V roce 2014 byl zvolen nejlepším hráčem Super Rugby. 
Investuje do farmaření, medu, vína a perlivého mléčného čaje.

## Klubová kariéra[5]
- 2005–2007 Pumas
- 2007–2008 Free State Cheetahs
- 2007–2008 Cheetahs
- 2009–2015 Western Province
- 2009–2015 Stormers
- 2015–2018 Toulon
- 2018–2020 Kubota Spears
- 2019–2021 Bulls
- 2020–2021 Blue Bulls
- 2021–2023 Ulster